# سيباستيان سفارد
سيباستيان سفارد (بالدنماركية: Sebastian Svärd)‏ هو لاعب كرة قدم دنماركي في مركز الوسط، ولد في 15 يناير 1983 في Hvidovre Municipality ‏ في الدنمارك. شارك مع منتخب الدنمارك تحت 16 سنة لكرة القدم ومنتخب الدنمارك تحت 17 سنة لكرة القدم ومنتخب الدنمارك تحت 19 سنة لكرة القدم ومنتخب الدنمارك تحت 20 سنة لكرة القدم ومنتخب الدنمارك تحت 21 سنة لكرة القدم. أما مع النوادي، فقد لعب مع بوروسيا مونشنغلادباخ ورودا كيركراده وستوك سيتي وفيتوريا دي غيماريش ونادي أرسنال ونادي بروندبي ونادي سيريانسكا ونادي سيلكيبورج ونادي كوبنهاغن وهانزا روستوك وويكمب وندررز.

## وصلات خارجية
- سيباستيان سفارد على موقع قاعدة بيانات كرة القدم.إي يو (الإنجليزية)
- سيباستيان سفارد على موقع بيانات كرة القدم. دي إي (الألمانية)
- سيباستيان سفارد على موقع Soccerway.com (الإنجليزية)
- سيباستيان سفارد على موقع عالم كرة القدم.نت (الإنجليزية)